# عبدالله موسی البلوشی
عبدالله موسی (انگلیسی: Abdullah Mousa؛ زاده ۲۳ فوریهٔ ۱۹۸۷) یک بازیکن فوتبال اصالتاً بلوچ اهل امارات متحده عربی است.
وی همچنین در تیم ملی فوتبال امارات متحده عربی بازی کرده‌است.